# Atlantische Bergschrecke
Die Atlantische Bergschrecke (Antaxius pedestris) ist eine Langfühlerschrecke aus der Unterfamilie der Tettigoniinae innerhalb der Überfamilie der Laubheuschrecken. Es werden zwei Unterarten unterschieden.

## Merkmale
Die Atlantische Bergschrecke ähnelt im Körperbau der Alpinen Bergschrecke. Ihr Hinterleib ist lang, dick und hinten stark abgestumpft. Der Halsschild ist nach hinten verlängert und weist in der Mitte seines Hinterrandes eine kleine Einkerbung auf. Der Kopf ist groß und leicht schräg nach hinten unten gerichtet. Die Unterschenkel aller Beinpaare tragen kleine Stacheln, wobei die der vorderen Beinpaare länger sind. Die Färbung ist dunkelbraun, graubraun oder dunkelgrau mit heller weißlicher oder gelber bis hellgrauer Zeichnung. Der Kopf ist hell und weist ein schwarzes breites Band auf, das sich von den Fühlern bis hinter das Auge zieht und von einem hellen Schrägstreif nach schräg hinten oben unterbrochen wird. Das dunkle Halsschild ist unten breit hell gerandet, im hinteren Teil der Oberseite, also an seinem Hinterrand, ist es hellbraun bis ockerfarben. Die kurzen Flügel ragen beim Weibchen kaum, beim Männchen 3 bis 4 Millimeter unter dem Halsschild hervor. Sie sind von schwarzer Farbe und tragen hinten einen weißen Fleck. Der Hinterleib der Art ist dunkel und oft rötlich oder violett getönt und besitzt helle, in Längsreihen angeordnete Flecke. Ihre kräftigen Beine sind auf den Schenkeln schwarz gefleckt, auch die Gelenkregionen der Beine sind dunkel. Die Hinterschenkel sind auf ihrer hinteren Hälfte dunkler gefärbt und weisen am Hinterrand einen gelblichen Strich auf. Die Fühler sind etwa körperlang, die hellbraunen Facettenaugen tragen in der Mitte einen dunklen Punkt. Die Cerci des Männchens sind von ungewöhnlicher Form. Sie sind weiß gefärbt und haben innen eine horizontale, mit zwei Spitzen versehene breite Platte. Der Legebohrer des Weibchens ist fast gerade und etwas kürzer als der Körper. Die Atlantische Bergschrecke erreicht eine Körperlänge von 15 bis 23 Millimetern.

## Lebensweise und Verbreitung
Die Atlantische Bergschrecke ist sehr flink und kann sich bei Störung schnell in dichter Vegetation verstecken. Man findet sie überwiegend in Gebirgen und Mittelgebirgen auf – oder in der Nähe von Geröllfeldern, die mit Brombeergebüschen oder anderen Pflanzen bestanden sind. Ihr Verbreitungsgebiet erstreckt sich von den Pyrenäen über Südfrankreich bis in die südlichen Alpen. Ihre nördlichsten Vorkommen liegen im Rhonetal, im nördlichen Graubünden (Calanda) und – am weitesten im Norden – in Landeck in Nordtirol. Imagines treten von August bis Oktober auf.

## Systematik
Die Atlantische Bergschrecke wird zur Untergattung Chopardius gezählt. Ursprünglich wurde sie von Fabricius unter dem wissenschaftlichen Namen Locusta pedestris beschrieben.
Es werden zwei Unterarten unterschieden:
- A. p. pedestris (Fabricius, 1787) – Nominatform, kommt in Frankreich, Italien, Österreich und der Schweiz vor
- A. p. apuanus Nadig, 1958 – kommt in Italien, Österreich und der Schweiz vor